# Prvenstvo ZNP 1927-1928
Il Prvenstvo Zagrebačkog nogometnog podsaveza 1927./28. (it. "Campionato della sottofederazione calcistica di Zagabria 1927-28") fu la nona edizione del campionato organizzato dalla Zagrebački nogometni podsavez (ZNP), la quindicesima in totale, contando anche le 4 edizioni del Prvenstvo grada Zagreba (1918-1919) e le 2 del campionato di Regno di Croazia e Slavonia (1912-1914, composto esclusivamente da squadre di Zagabria).
Il torneo, chiamato 1/A razred, fu vinto dal Građanski Zagabria, al suo sesto titolo nella ZNP, il nono in totale.
Il campionato era diviso era diviso fra le squadre di Zagabria città (divise in 6 divisioni chiamate razred) e quelle della provincia (divise in varie parrocchie, župe). La vincitrice della 1. razred veniva ammessa al Državno prvenstvo (il campionato nazionale) ed inoltre disputava la finale sottofederale contro la vincente del campionato provinciale.
Le tre vincitrici delle sottofederazioni di Zagabria, Belgrado e Spalato si qualificarono direttamente al campionato nazionale.
Le seconde classificate di Zagabria e Belgrado disputarono una fase preliminare contro le vincitrici di Lubiana, Osijek, Subotica e Sarajevo per altri tre posti nel campionato nazionale.

## Struttura
I termini "in casa" e "in trasferta" non hanno senso perché pochi club avevano un proprio stadio. Tutte le partite sono state giocate negli unici 4 stadi di Zagabria: Koturaška cesta (del Građanski), Maksimir (del HAŠK), Tratinska cesta (del Concordia) e Miramarska cesta (del Viktorija e dello Željezničar).
| 1º livello | 1/A razred | 7 squadre |
| 2º livello | 1/B razred | 7 squadre |
| 3º livello | 2/A razred | 7 squadre |
| 4º livello | 2/B razred | 7 squadre |
| 5º livello | 3/A razred | 5 squadre |
| 6º livello | 3/B razred | 4 squadre |

## Classifica
|                   | Pos. | Squadra              | Pt | G  | V  | N | P | GF | GS | QR    |
| ----------------- | ---- | -------------------- | -- | -- | -- | - | - | -- | -- | ----- |
|                   | 1.   | Građanski Zagabria   | 21 | 12 | 10 | 1 | 1 | 52 | 17 | 3,058 |
|                   | 2.   | HAŠK Zagabria        | 18 | 12 | 9  | 0 | 3 | 35 | 13 | 2,692 |
|                   | 3.   | Concordia Zagabria   | 13 | 12 | 6  | 1 | 5 | 23 | 24 | 0,958 |
|                   | 4.   | Croatia Zagabria     | 12 | 12 | 4  | 4 | 4 | 22 | 22 | 1,000 |
|                   | 5.   | Viktorija Zagabria   | 10 | 12 | 4  | 2 | 6 | 23 | 24 | 0,958 |
|                   | 6.   | Željezničar Zagabria | 7  | 12 | 2  | 3 | 7 | 15 | 28 | 0,535 |
|                   | 7.   | Derby Zagabria       | 3  | 12 | 0  | 3 | 9 | 8  | 39 | 0,205 |
| Fonte: exyufudbal |      |                      |    |    |    |   |   |    |    |       |

Legenda:
      Campione di Zagabria e qualificato al Državno prvenstvo 1928.
  Partecipa alle qualificazioni al Državno prvenstvo 1928.
      Qualificato al Državno prvenstvo 1928 dopo le qualificazioni.
      Retrocessa nella divisione inferiore.
Note:
Due punti a vittoria, uno a pareggio, zero a sconfitta.

## Risultati

### Tabellone
|                   | Gra  | HAŠ  | Con  | Cro  | Vik  | Žel  | Der  |
| ----------------- | ---- | ---- | ---- | ---- | ---- | ---- | ---- |
| Građanski         | –––– | 3-0  | 2-1  | 3-3  | 5-3  | 5-3  | 6-0  |
| HAŠK              | 3-2  | –––– | 8-0  | 3-0  | 3-1  | 3-0  | 2-1  |
| Concordia         | 1-2  | 3-2  | –––– | 4-1  | 2-0  | 4-1  | 2-1  |
| Croatia           | 2-3  | 0-4  | 2-0  | –––– | 4-0  | 1-1  | 3-0  |
| Viktorija         | 1-7  | 3-1  | 3-2  | 1-1  | –––– | 3-2  | 2-2  |
| Željezničar       | 0-2  | 0-4  | 1-3  | 2-2  | 3-2  | –––– | 0-0  |
| Derby             | 0-12 | 0-2  | 1-1  | 1-3  | 2-4  | 0-2  | –––– |
| Fonte: exyufudbal |      |      |      |      |      |      |      |

### Calendario
| Data              | Partita                 | Ris. |
| ----------------- | ----------------------- | ---- |
| 02.10.1927        | Croatia - Željezničar   | 1–1  |
| 02.10.1927        | Viktorija - Concordia   | 3–2  |
| 02.10.1927        | HAŠK - Derby            | 2–1  |
| 09.10.1927        | Viktorija - Željezničar | 1–1  |
| 09.10.1927        | Croatia - Concordia     | 2–0  |
| 09.10.1927        | HAŠK - Građanski        | 3–2  |
| 23.10.1927        | Građanski – Derby       | 6–0  |
| 23.10.1927        | Croatia – Viktorija     | 4–0  |
| 23.10.1927        | Concordia - Željezničar | 4–1  |
| 30.10.1927        | Concordia – HAŠK        | 3–2  |
| 30.10.1927        | Željezničar - Derby     | 0–0  |
| 06.11.1927        | Viktorija - HAŠK        | 3–1  |
| 06.11.1927        | Croatia - Derby         | 3–0  |
| 06.11.1927        | Concordia - Željezničar | 0–2  |
| 06.03.1927        | Građanski - Željezničar | 5–3  |
| 13.11.1927        | Građanski - Concordia   | 2–1  |
| 13.11.1927        | Viktorija - Derby       | 2–2  |
| 13.11.1927        | HAŠK - Željezničar      | 3–0  |
| 20.11.1927        | Građanski - Viktorija   | 5–3  |
| 20.11.1927        | HAŠK - Croatia          | 3–0  |
| 27.11.1927        | Građanski - Croatia     | 3–3  |
| 27.11.1927        | Concordia - Derby       | 2–1  |
| 26.02.1928        | Croatia - Viktorija     | 1–1  |
| 26.02.1928        | HAŠK - Željezničar      | 4–0  |
| 26.02.1928        | Concordia - Derby       | 1–1  |
| 04.03.1928        | HAŠK - Concordia        | 8–0  |
| 04.03.1928        | Građanski - Croatia     | 3–2  |
| 04.03.1928        | Željezničar - Viktorija | 3–2  |
| 04.03.1928        | HAŠK - Viktorija        | 3–1  |
| 11.03.1928        | Građanski - Derby       | 12–0 |
| 18.03.1928        | Concordia - Croatia     | 4–1  |
| 18.03.1928        | Građanski - Viktorija   | 7–1  |
| 18.03.1928        | HAŠK - Derby            | 2–0  |
| 25.03.1928        | Građanski – HAŠK        | 3–0  |
| 25.03.1928        | Concordia - Željezničar | 3–1  |
| 25.03.1928        | Viktorija – Derby       | 4–2  |
| 01.04.1928        | Concordia – Viktorija   | 2–0  |
| 01.04.1928        | Građanski - Željezničar | 2–0  |
| 01.04.1928        | Croatia – Derby         | 3–1  |
| 15.04.1928        | Građanski - Concordia   | 2–1  |
| 15.04.1928        | HAŠK - Croatia          | 4–0  |
| 15.04.1928        | Željezničar - Derby     | 2–0  |
| 22.04.1928        | Croatia - Željezničar   | 2–2  |
| Fonte: exyufudbal |                         |      |

## Provincia

### Finali provinciali
```
Primo turno:   Val Crikvenica - 
Orijent
                              1-4												
               
ŠK Karlovac
 - 
Samobor
                                 6-1												
               Olimpija Karlovac - Građanski Karlovac                ritiro Građanski
               
Marsonia
 - Proleter Slavonski Brod                   11-2												
               Slaven Bjelovar - 
BGŠK Bjelovar
                       0-1												
               Slavija Sisak - 
Segesta
                               1-0												
               Svaičić Petrinja - Radnik Caprag Sisak                6-5												
               MŠK Zmaj Banja Luka - 
Borac Banja Luka
                0-4												
               Građanski Prijedor - Slavija Prijedor                 0-7												
               VŠK Varaždin - 
ČSK Čakovec
                            2-1												
Secondo turno: 
ŠK Karlovac
 - Olimpija Karlovac                       2-1												
               
BGŠK Bjelovar
 - DONK Daruvar                          9-0												
               
Krajišnik
 - Balkan Banja Luka                         2-1												
               
Sloboda B. Novi
 - Slavija Prijedor                    2-1												
Terzo turno:   
Krajišnik
 - 
Borac Banja Luka
                          4-0												
               Svaičić Petrinja - Građanski Velika Gorica            ritiro Građanski
               
BGŠK Bjelovar
 - VŠK Varaždin                          6-0												
               
Orijent
 - 
ŠK Karlovac
                                 ritiro Karlovac				
               Slavija Sisak - Olimp Velika Gorica                   5-1												
Quarto turno:  
Krajišnik
 - 
Sloboda B. Novi
                           6-4												
               
Orijent
 - 
BGŠK Bjelovar
                               2-5												
               Slavija Sisak - Svaičić Petrinja                      1-3												
Quinto turno:  
Krajišnik
 - Svaičić Petrinja                          3-3, 3-8 (ripetizione)
Semifinale:    Svaičić Petrinja - 
Marsonia
                          1-10												
Finale:        
Marsonia
 - 
BGŠK Bjelovar
                              2-1
```

## Finale sottofederale
| Squadra 1                   | Risultato | Squadra 2 |
| --------------------------- | --------- | --------- |
| Zagabria, 23 settembre 1928 |           |           |
| Građanski Zagabria          | 4 – 3     | Marsonia  |